# Météosat seconde génération
Pour les articles homonymes, voir MSG.

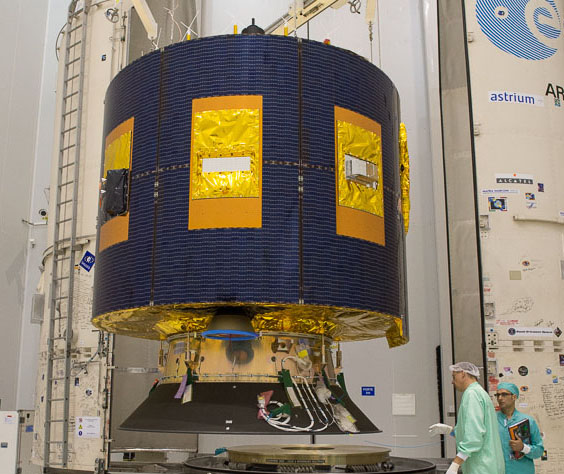
Le quatrième et dernier satellite MSG est préparé sur la base de lancement de Kourou.

Météosat seconde génération ou MSG fait partie de la famille de satellites météorologiques Météosat, placés en orbite géostationnaire développés sous la responsabilité de l'Agence spatiale européenne pour le compte de l'organisation météorologique européenne EUMETSAT. Elle prend la suite de la série des  satellites Météosat première génération. Quatre satellites de ce type sont construits et lancés entre 2002 et 2015. Ces satellites doivent être progressivement remplacés à compter de 2021 par les satellites Météosat troisième génération.

## Historique du projet
Les satellites Météosat de seconde génération (MSG) sont des satellites météorologiques circulant en orbite géostationnaire opérés par EUMETSAT, organisation créée en 1986 pour gérer les satellites météorologiques européens. Les satellites MSG prennent la suite de la première génération des satellites Météosat. Le programme Météosat débute avec le lancement en 1977 d'un prototype destiné à mettre au point les techniques nécessaires pour collecter des données météorologiques depuis l'orbite géostationnaire. Deux autres prototypes sont lancés en 1981 et 1988. Météosat-4, premier satellite opérationnel, est lancé en 1989. Trois autres satellites semblables sont lancés, le dernier étant Météosat-7 placé en orbite en 1997.
La définition des spécifications de la seconde génération de satellites Météosat débute en 1993 et la conception (phases C/D) est lancée en 1995. Le programme est financé conjointement par l'Agence spatiale européenne et EUMETSAT. L'agence spatiale européenne est responsable du développement du premier satellite MSG dont elle finance les deux tiers. EUMETSAT finance le solde ainsi que la réalisation des satellites suivants, est chargée de définir le cahier des charges, fournit le segment sol, réalise le traitement des données et prend en charge le contrôle des satellites en orbite,. La fabrication des satellites est confiée à l'Aerospatiale (reprise par Alcatel Space en 1998, devenue Alcatel Alenia Space en 2005, puis Thales Alenia Space en 2007) qui avait déjà fabriquée la première génération. Les satellites sont construits dans au Centre spatial de Cannes - Mandelieu dans le cadre d'un contrat passé  le 16 octobre 1996 par Jean-Marie Luton, directeur-général de l'Agence spatiale européenne (ESA) et Yves Michot, président d'Aerospatiale, en présence du Dr Tillmann Mohr, directeur d'Eumetsat. Trois satellites doivent être construits. Un quatrième sera commandé en 2003.

## Objectifs
Comme pour les Météosat de première génération, il est prévu de disposer en permanence de deux satellites en orbite géostationnaire, l'un étant opérationnel, tandis que l'autre est placé sur une orbite d'attente prêt à prend le relais en cas de défaillance. Les données collectées par les satellites MSG permettent de produire les mêmes résultats que ceux qui étaient fournis par les satellites qu'ils remplacent.
Les satellites MSG réalisent les tâches suivantes :
- imagerie multi-spectrale destinée à fournir des images électroniques des nuages et des surfaces terrestres et marines
- analyse des masses d'air pour surveiller l'état thermodynamique dans la partie basse de l'atmosphère
- imagerie à haute résolution pour suivre l'évolution des nuages convectifs, avec une résolution de 1 km
- extraction des "produits" météorologiques, tels que les vents, les températures de surface de la mer et des sols
- dissémination pour transmettre ces données à la communauté des utilisateurs, le satellite jouant ainsi un rôle de satellite de télécommunications
- collecte et relais de données d'environnement transmises par des plates-formes automatiques (balises marines, terrestres et aéroportées...).

## Caractéristiques techniques

### Plateforme
Le corps du satellite MSG a une forme cylindrique haute de 2,4 mètres pour un diamètre de 3,2 mètres. Un cylindre de plus petite taille et des antennes situées à l'une de ses extrémités portent sa hauteur hors tout à 3,74 mètres. Sa masse au lancement est d'environ 2040 kilogrammes. La structure du satellite comprend deux sous-ensembles :  d'une part la structure primaire de 192 kilogrammes qui sert de support aux instruments et aux différents sous-systèmes, d'autre part la structure secondaire de 27,5 kilogrammes qui sert de support au système propulsif et au système de génération électrique. La structure primaire comprend deux sous-ensembles : le  module de service qui héberge les instruments et la majorité des sous-systèmes et la plateforme des antennes sur laquelle sont fixées les antennes de télécommunications.
Comme pour les Meteosat de première génération, la plate-forme des MSG est stabilisée par rotation (spinnée) à 100 tr/min.  Elle a été améliorée sur le plan des performances, en particulier par l'adoption d'un système de propulsion unifié bi-ergols : le moteur d'apogée qui assure la mise en place du satellite sur son orbite et les petits moteurs-fusées chargés d'effectuer les corrections d'attitude et d'orbite durant la vie opérationnelle utilisent les mêmes ergols liquides. Tous deux brulent un mélange d'hydrazine et de MON. Quatre réservoirs sphériques emportent 976 kilogrammes d'ergols dont 83 % sont utilisés pour la mise en place du satellite et 11 % sont réservés pour les corrections d'inclinaison et de vitesse de rotation et 4 % pour les corrections nord-sud sur la durée de la mission primaire (7 ans). Les ergols sont mis sous pression par de l'hélium avant leur injection dans les moteurs-fusées. Ce gaz est stocké dans deux réservoirs sphériques de 35 litres sous une pression de 275 bars. Le système propulsif comprend deux moteurs d'apogée S400 d'une poussée unitaire de 400 newtons avec une impulsion spécifiques de 318 à 321 secondes. Six petits moteurs-fusées de 10 newtons de poussée sont utilisés pour les différentes corrections une fois le satellite à poste. Le système propulsif à sec a une masse de 94 kilogrammes.

### Imageur SEVIRI (instrument principal)
L'instrument principal des satellites MSG est le radiomètre imageur   SEVIRI (Spinning Enhanced Visible and Infrared Imager) qui collecte des données sur 12 canaux une fois tous les quarts d'heure. Selon les canaux la résolution spatiale est comprise entre 1 et 3 kilomètres. C'est un instrument beaucoup plus performant que MVIRI qui équipait les Météosat de première génération : celui-ci effectuait ses observations dans 4 canaux avec une périodicité de 30 minutes et une résolution spatiale deux fois moindres.
Sur les 12 canaux :
- quatre sont consacrés à la lumière visible, dont un en haute résolution, avec des détails aussi fins qu'un kilomètre
- huit travaillent dans l'infrarouge dans différentes longueurs d'onde apportant de très nombreuses informations sur l'état de l'atmosphère qui étaient alors difficilement détectables avec la précédente génération d'instruments. Ainsi, un canal de l'infrarouge est destiné à la mesure de l'ozone. Un autre mesure la concentration de vapeur d'eau dans l'atmosphère, d'autres encore servent à détecter et identifier les différents types de nuages. En combinant les différentes longueurs d'onde, les prévisionnistes ont accès à une description plus fine des processus qui agitent l'atmosphère. La formation des tempêtes devrait être plus rapidement détectée[1],[2].

La partie optique de l'instrument est un télescope à trois miroirs comprenant un miroir primaire concave asphérique de 200 millimètres de diamètre et un miroir secondaire convexe asphérique de 60 mm de diamètre. Tous les miroirs sont en zérodur. Un miroir pivotant mis en mouvement par un moteur linéaire pas-à-pas est utilisé pour obtenir une image dans les deux dimensions. Le rayonnement lumineux est transmis vers le plan focal où sont situés les détecteurs. Il y a 3 détecteurs pour chacun canal et 9 détecteurs pour le canal à haute résolution. Chaque détecteur comporte une ligne unique de 3834 pixels (5741 pixels pour le détecteur haute résolution),.
Le satellite est en rotation rapide autour de l'axe du cylindre qui est orienté nord-sud et est donc tangent à la surface de la Terre. Le rayonnement lumineux pénètre par une ouverture pratiquée sur le côté du corps du télescope de 50 x 80 centimètres. L'ensemble de l'hémisphère terrestre visible est découpé en 1250 tranches hautes chacune de 9 kilomètres (dans le sens nord-sud). À chaque rotation d'une durée de 0,6 seconde, le télescope balaye d'est en ouest une tranche puis le miroir pivotant se déplace de 55,88 secondes d'arc pour envoyer vers les détecteurs la tranche plus au sud. Une image de l'ensemble de la surface est ainsi formée en 12 minutes. Entre deux prises d'image s'intercale une phase d'étalonnage d'une durée de 3 minutes,.
L'instrument a une masse de 160 kilogrammes, est haut de 2,63 mètres pour 1,5 mètre de diamètre. Il consomme 150 watts.  Il génère un volume de données de 3,26 mégabits par seconde. La construction de l'instrument est réalisée par une division d'EADS Astrium (aujourd'hui Airbus Defence and Space),. 

### Mesure du bilan radiatif avec GERB
Les deux derniers satellites de la série emportent l'instrument GERB (Geostationary Earth Radiation Budget) qui mesure le bilan radiatif de la Terre. Ce radiomètre micro-ondes permet de déterminer sa valeur qui découle de l'énergie solaire entrante, de l'énergie réfléchie par la surface et l'atmosphère et de celle absorbée par ces éléments. L'instrument permet de mesurer le rayonnement avec une résolution spatiale de 3 kilomètres et une précision de 1 % en ondes courtes et de 0,5 sur la totalité de la bande spectrale observée (4 à 100 microns). Les données sont collectées sur une période de 12 minutes. L'instrument dont la masse est de 25 kg consomme en moyenne 35 watts. L'instrument est construit par un consortium emmené par des industriels britanniques.

### Autres équipements
Le  satellite emporte également deux équipements non directement liés à sa mission principale :
- Le DCS (Data Collection System) est un équipement dont le rôle est de relayer vers les stations au sol les données sur les variables environnementales qui ont été collectées par des capteurs placés dans des bouées, navires, ballons stratosphériques ou avions (DCP ou Data Collection Platform) qui sont de par leur situation trop éloignés de relais terrestres. Les données des DCP peuvent être émises et relayées par les satellites Météosat à fréquence périodique et/ou dès leur collecte (par exemple si un tsunami est détecté)[5],[2].
- GEOSAR (Geostationary Search & Rescue) est un équipement qui constitue un des maillons du système de sauvetage COSPAS-SARSAT. GEOSAR permet de capter et relayer vers des centres de secours des messages de détresse (fournissant la position) émis par des balises COSPAS-SARSAT embarquées sur des navires ou des avions ou installés à bord d'engins terrestres[6],[2].

| Caractéristique            | METEOSAT                                                                      | MSG                                                                  | MTG-I                                                | MTG-S                                      |
| -------------------------- | ----------------------------------------------------------------------------- | -------------------------------------------------------------------- | ---------------------------------------------------- | ------------------------------------------ |
| Statut                     | Retirés                                                                       | Opérationnels                                                        | En développement                                     | En développement                           |
| Date lancement             | 1977-1997                                                                     | 2002-2015                                                            | 2021-                                                | 2022-                                      |
| Nombre satellites          | 7                                                                             | 4                                                                    | 4                                                    | 2                                          |
| Masse au lancement (à sec) | 696 kg (320 kg)                                                               | 2 040 kg                                                             | 3 400 kg                                             | 3 600 kg                                   |
| Énergie                    | 200 W                                                                         | 600 W (fin de vie)                                                   | 2 kW                                                 | 2 kW                                       |
| Contrôle d'attitude        | Spinné                                                                        | Spinné                                                               | Stabilisé 3 axes                                     | Stabilisé 3 axes                           |
| Principaux instruments     | Radiomètre MVIRI 3 canaux                                                     | Radiomètre SEVIRI 12 canaux                                          | Radiomètre FCI 16 canaux                             | Sondeurs infrarouge IRS et ultraviolet UVN |
| Performances               | Résolution 2,5 km à 5 km Image complète de l'hémisphère toutes les 30 minutes | Résolution 1 km Image complète de l'hémisphère toutes les 15 minutes | Image complète de l'hémisphère toutes les 10 minutes |                                            |
| Durée de vie               | 5 ans                                                                         | 7 ans                                                                | 8,5 ans consommables pour 10,5 ans                   | 8,5 ans consommables pour 10,5 ans         |

## Lancements

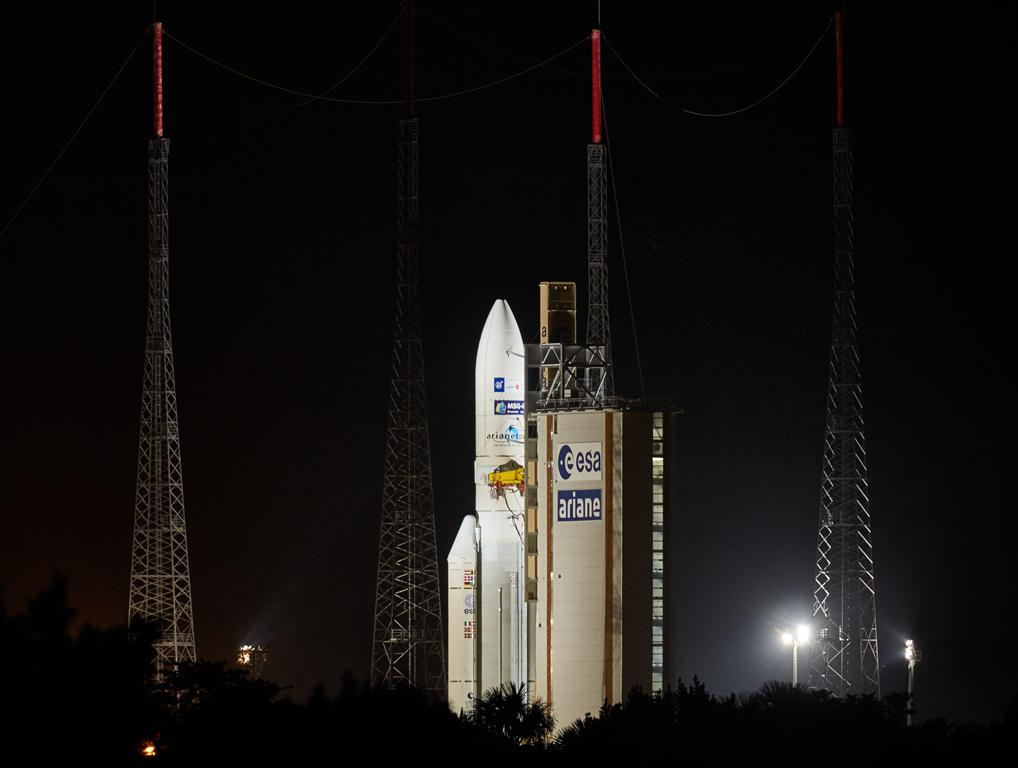
Lancement de MSG4 : le satellite sur son lanceur Ariane 5 peu avant le décollage.

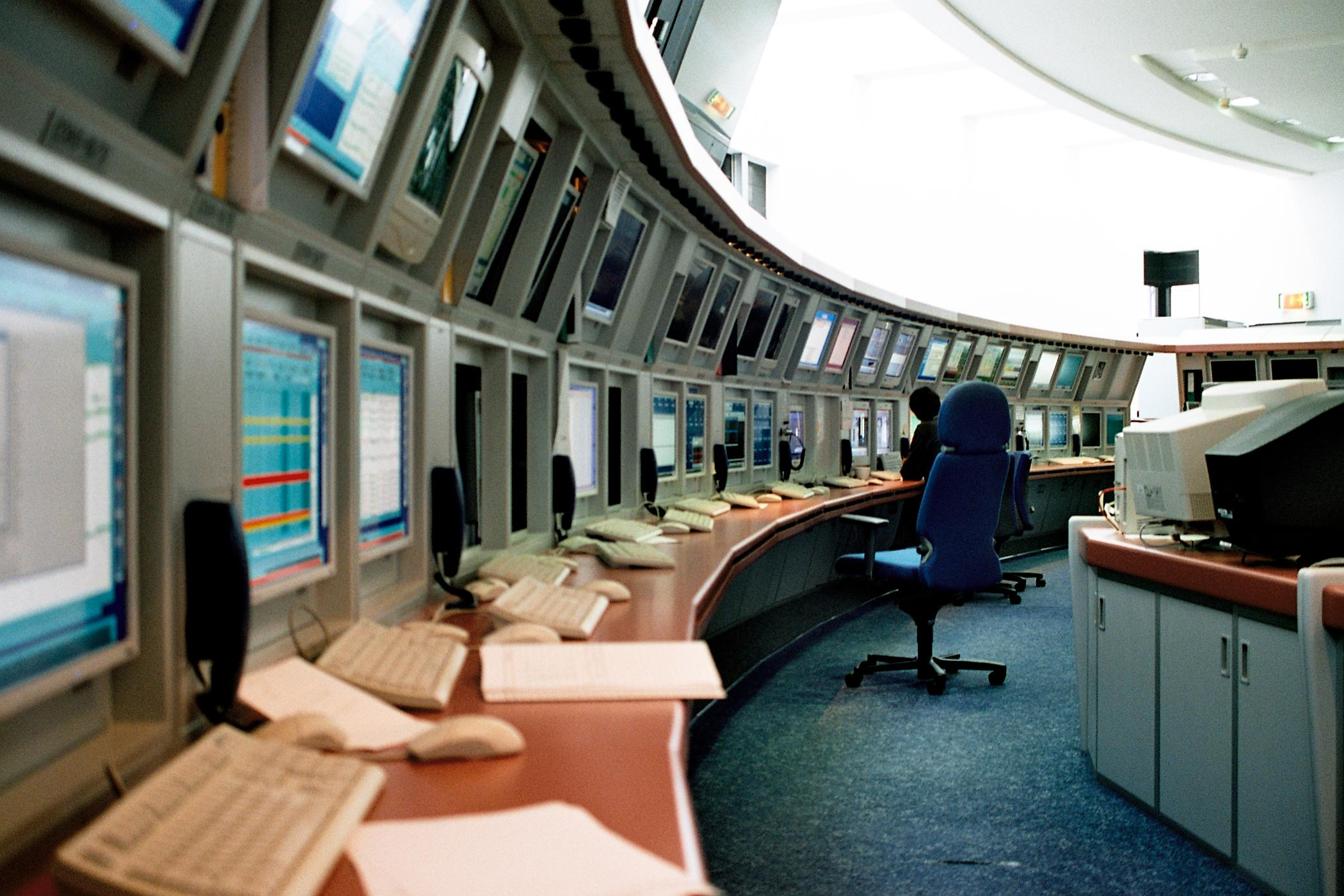
Salle de contrôle pour Météosat de seconde génération (MSG) Darmstadt, Allemagne.

Quatre satellites MSG ont été construits et lancés :
- le 28 août 2002 est lancé le premier satellite MSG-1. Il est devenu Météosat 8 lors de sa mise en œuvre opérationnelle, le 28 janvier 2004[9].
- le satellite MSG-2, mis sur orbite le 21 décembre 2005[10], est devenu Météosat 9 en juillet 2006[11]. Ce satellite a permis de collecter dans ses images infrarouge la trace du météorite entrant dans l'atmosphère au-dessus de la Russie, le 16 février 2013, causant de nombreux dégâts et des centaines de blessés[12].
- le 1er avril 2003 Eumetsat commande à Alcatel Space, devenue depuis Thales Alenia Space, le 4e satellite de la série pour un montant total de 135 millions d'euros pour l'ensemble des industriels impliqués. La livraison au sol du satellite est prévue en 2007, assurant une continuité du service jusqu'en 2018[13].
Produit en 2003, puis stocké en attendant une expression de besoin en orbite, MSG-3 est déstocké sept ans plus tard à la fin de 2010, puis complètement vérifié et testé[14] et lancé le 5 juillet 2012 à 21h36 GMT par une Ariane 5 ECA[15]. Le satellite embarque deux charges utiles supplémentaires[16] : le GERB, instrument permettant de mesurer les radiations émises par la terre, utiles pour caractériser les masses d'air et un transpondeur capable de repérer les signaux de détresse et les relayer au sol[17].
 Il est déclaré opérationnel et renommé Météosat 10 le 12 décembre 2012[18].
- le 15 juillet 2015, à 21h42 GMT, est lancé le quatrième satellite et dernier MSG-4 est lancé et placé sur une orbite géostationnaire d'attente en attendant de remplacer un des deux satellites MSG opérationnel.

## Historique des opérations
L'objectif principal des satellites Météosat est de fournir des images de l'hémisphère centrées sur l'Europe. Dans ce but les satellites sont positionnés sur la longitude 0°. Au fil de l'histoire du programme,  outre le satellite opérationnel et le satellite de secours positionnés sur cette longitude, plusieurs satellites  deviennent disponibles et certains sont amenés à fournir d'autres prestations , :
- RSS (Rapid Scanning Service) : le satellite se consacre à la fourniture à fréquence rapprochée (5 minutes) d'images de la région alpine .
- IODC (Indian Ocean Data Coverage) : le satellite est positionné au-dessus de l'Inde (longitude 63° E et 57° E).

| Désignation         | Date lancement | Lanceur      | Identifiant COSPAR | Retrait    | Historique des positions                                                                   |
| ------------------- | -------------- | ------------ | ------------------ | ---------- | ------------------------------------------------------------------------------------------ |
| Météosat-8 / MSG 1  | 28/08/2002     | Ariane 5 G   | 2002-040B          | 01/07/2022 | - 19/01/2004 : 0° - 10/05/2007 : RSS - 07/05/2013 : En secours - 01/02/2017 : IODC 41,5° E |
| Météosat-9 / MSG 2  | 21/12/2005     | Ariane 5 GS  | 2005-049B          | vers 2025  | - 18/07/2006 : 0° - 20/03/2018 : En secours 3,5° E - 01/06/2022 : IODC 45,5° E             |
| Météosat-10 / MSG 3 | 05/07/2012     | Ariane 5 ECA | 2012-035B          | vers 2030  | - 21/01/2013 : 0° - 20/03/2018 : RSS 9,5° E - 21/03/2023 : 0°                              |
| Météosat-11 / MSG 4 | 15/07/2015     | Ariane 5 ECA | 2015-034A          | vers 2033  | - 20/02/2018 : 0° - 28/03/2023 : RSS 9,5° E                                                |

## Réception, traitement et distribution des données
Comme pour les satellites Météosat de la première génération, les données brutes collectées par les satellites MSG sont reçues à Darmstadt (Allemagne) où Eumetsat effectue des traitements, dans le centre spatial européen, dont des corrections géographiques, de façon que les images soient superposables au pixel près, et des pré-traitements pour la calibration des radiomètres, avant de les diffuser par 2 canaux de dissémination du satellite.